# Александрийски дарения
Александрийските дарения (есента 34 пр.н.е.) е религиозно-политическо изказване на Клеопатра VII и Марк Антоний, с което те разпределят територии, владени от Рим и Партия между децата на Клеопатра и им дава много титли, специално за Цезарион, синът на Юлий Цезар. „Даренията“ са действието, което причинява фаталния разрив в отношенията на Антоний с Рим.
Даренията включват:
- Александър Хелиос е наречен цар на Армения и Мидия и Партското царство
- неговата сестра близначка Клеопатра Селена II получава Киренайка и Либия;
- младия Птолемей Филаделф получава Сирия и Киликия;
- Клеопатра е обявена за Царица на царете и Царица на Египет, да управлява с Цезарион (Птолемей XV Цезар, син на Юлий Цезар)
- Цезарион е обявен за син на божествения Юлий Цезар (син на бог, цар на царете и цар на Египет; Цезарион е обявен за легитимен наследник на Юлий Цезар, въпреки че самия Цезар осиновява Октавиан в своето завещание и прави него свой наследник.